# دانشگاه آزاد اسلامی واحد اهواز
دانشگاه آزاد اسلامی واحد اهواز (انگلیسی: Islamic Azad University, Ahvaz Branch؛ IAUA) جزء پنج واحد اول دانشگاه آزاد اسلامی در کشور و نخستین واحد دانشگاهی استان خوزستان می‌باشد که در تاریخ ۱ دی ۱۳۶۱ تأسیس شد.
تعداد مقالات تولیدی دانشگاه بر اساس آمار سیویلیکا ۱۱٬۱۰۴ مقاله است و رتبهٔ دانشگاه از نظر تولید علم در میان دانشگاه‌های سراسر کشور ۲۴ و در میان واحدهای دانشگاه آزاد ۴ است.
مرتبط:
برخی از اساتید دانشگاه آزاد اسلامی واحد اهواز

## تاریخچه
دانشگاه آزاد اسلامی واحد اهواز در تاریخ ۱ دی ۱۳۶۱ تأسیس شد و در سال ۱۳۶۲ با پذیرش دانشجو در رشتهٔ ریاضی، فعالیت آموزشی خود را آغاز نمود که به‌دلیل وجود پاره‌ای مشکلات، این رشته پس از مدتی منحل گردید لذا مجدداً در بهمن سال ۱۳۶۳ با پذیرش دانشجو در دو رشتهٔ عمران و کشاورزی (زراعت و اصلاح نباتات) دوباره فعالیت خود را آغاز کرد و به دانشجویان رشتهٔ ریاضی اعلام شد که می‌توانند به واحدهای دیگر انتقال یافته یا در دو رشتهٔ مذکور ادامه تحصیل دهند. دانشگاه درحال حاضر با ۵۴ رشته در مقاطع کاردانی و کارشناسی، ۸۰ رشته در مقطع کارشناسی ارشد و ۴۰ رشته در مقطع دکترای تخصصی ارائهٔ خدمت می‌دهد.

## فضای آموزشی
اولین ساختمان دانشگاه آزاد اسلامی واحد اهواز یک ساختمان ملکی در منطقهٔ زیتون کارمندی بوده‌است که در آن دو رشتهٔ کشاورزی (زراعت – اصلاح نباتات) و عمران راه اندازی گردید. پس از راه‌اندازی رشتهٔ حقوق قضایی، دو ساختمان دیگر به صورت استیجاری در منطقهٔ کیانپارس اهواز به ساختمان‌ها افزوده شد. درسال ۱۳۷۲ ساختمان منطقه چهارشیر اهواز از واحد دانشگاه آزاد آبادان–خرمشهر خریداری گردید. در سال ۱۳۷۳ قطعه زمینی در کوی سعدی جهت مدرسه سما وابسته به دانشگاه خریداری شد. در مسیر توسعهٔ فضای آموزشی، دانشگاه آزاد اهواز به خرید پنج هکتار و نیم زمین در منطقهٔ گلستان اهواز اقدام کرد که فعالیت آن در سال تحصیلی ۷۴–۱۳۷۳ آغاز شد و درحال حاضر این واحد دانشگاهی دارای ساختمان‌هایی با اعیان ۹۵٬۸۷۱ متر مربع و عرصه ۱۰٬۰۶۱٬۰۸۴ متر مربع مجتمع دانشگاهی واحد اهواز را تشکیل می‌دهد.

## ویژگی‌های دانشگاه
پرسنل این واحد که در ابتدای تأسیس ۹ نفر و اعضای هیئت علمی واحد نیز ۳ نفر بوده‌است، درحال حاضر دارای ۴۹۵ کارمند و ۳۵۰ عضو هیئت علمی و ۲۵ هزار نفر دانشجو می‌باشد.

## دانشکده‌ها
- ️دانشکده فنی و مهندسی
- ️دانشکده علوم انسانی[۹]
- ️دانشکده علوم پایه
- ️دانشکده کشاورزی و منابع طبیعی
- ️دانشکده هنر، معماری و شهرسازی
- ️دانشکده پرستاری و مامایی

## نشریات علمی
نشریه فارسی
- مجله علمی پژوهشی فیزیولوژی گیاهان زراعی
- مجله علمی پژوهشی اکوبیولوژی تالاب
- مجله علمی پژوهشی زیست‌شناسی دریا
- مجله علمی پژوهشی روانشناسی اجتماعی
- فصلنامه علمی پژوهشی علوم و مهندسی آب
- فصلنامه علمی پژوهشی زن و فرهنگ

نشریه انگلیسی
- International Journal of Heterocyclic Chemistry
- Journal of Crop Nutrition Science

## بحث ادغام دانشگاه آزاد اسلامی واحد علوم و تحقیقات خوزستان
دانشگاه آزاد اسلامی واحد علوم و تحقیقات خوزستان در سال ۱۳۷۲ تأسیس شد. یکی از مهم‌ترین افتخارات واحد علوم و تحقیقات خوزستان، نقش این دانشگاه در فعالیت‌های علمی و تحقیقاتی است. امکانات و تجهیزات و ارتباطات این دانشگاه با مراکز علمی و صنعتی استان موجب شده که تحقیقات مؤثر و خلاقی در این دانشگاه صورت گیرد. چاپ مقالات علمی و پژوهشی در مجلات معتبر علمی- پژوهشی داخلی و خارجی و ارائه مقاله در همایش‌های ملی و بین المللی، تالیف کتاب‌های دانشگاهی، ثبت اختراع، برگزاری همایش‌های منطقه‌ای و مشارکت در برگزاری همایش‌های بین المللی نیروگاه‌های هسته‌ای و دیگر همایش‌ها همگی سند روشنی بر چشم انداز حوزه پژوهشی واحد علوم و تحقیقات استان خوزستان است. دانشگاه آزاد اسلامی واحد علوم و تحقیقات خوزستان علاوه بر داشتن یک کتابخانه مرکزی با بیش از ۸۰ هزار جلد کتاب، حدود ۵ هزار عنوان پایان نامه و اشتراک نشریات داخلی، دارای پایگاه اطلاع رسانی مجموعه مقالات فارسی (نما متن) با قابلیت بازیابی، متصل به کتابخانه دیجیتالی و دارای امکانات پهنای باند مناسب، درحال سرویس دهی به دانشجویان است. این دانشگاه با برخورداری از آزمایشگاه‌ها و کارگاه‌های مجهز به مدرن‌ترین ابزار مورد نیاز، برخورداری از شبکه مستقل اینترنت جهت استفاده اساتید و دانشجویان با اتصال به شبکه فیبرنوری، مفتخر است که گامی در جهت ارتقاء علم و فرهنگ جامعه بردارد.
دانشگاه آزاد اسلامی واحد علوم و تحقیقات خوزستان پس از ۱۷ سال فعالیت در سال ۱۳۹۳ با دانشگاه آزاد اسلامی واحد اهواز ادغام شد.